# Poecilotheria fasciata
Espèce
Synonymes
- Mygale fasciata Latreille, 1804

Poecilotheria fasciata est une espèce d'araignées mygalomorphes de la famille des Theraphosidae.

## Distribution
Cette espèce est endémique du Sri Lanka.

## Habitat
Elle vit dans les arbres creux.

## Description
Poecilotheria fasciata mesure environ 16 cm d'envergure. Elle possède un corps gris agrémenté d'un dessin blanchâtre sur l'abdomen et de bandes noires sur le céphalothorax.

## En captivité
Cette espèce se rencontre en terrariophilie.

## Publication originale
- Latreille, 1804 : Histoire naturelle générale et particulière des Crustacés et des Insectes. Paris, vol. 7, p. 144-305.